# Journeyman (음반)
《Journeyman》은 영국의 음악가 에릭 클랩튼의 열한 번째 솔로 스튜디오 음반이다. 알코올 중독으로 고군분투하고 최근 음주단속을 발견했던 클랩튼의 모습으로 돌아온 이 음반은 1980년대 전자 사운드를 가지고 있지만, 〈Before You Accuse Me〉, 〈Running on Faith〉, 〈Hard Times〉와 같은 블루스 곡도 포함하고 있다. 〈Bad Love〉는 싱글로 발매되어 음반 록 차트 1위에 올랐고, 1990년 그래미 어워드 남자 록 보컬상을 받았다. 〈Pretending〉은 5주 동안 (〈Bad Love〉는 3주 동안만 머물렀던) 음반 록 차트 1위에 올랐었다.
이 음반은 영국 음반 차트에서 2위, 미국 빌보드 200 차트에서 16위에 올랐고 미국에서 더블 플래티넘이 되었다. 클랩튼은 《Journeyman》이 그가 가장 좋아하는 음반 중 하나라고 말했다.

## 반응
1989년 12월 《빌리지 보이스》의 리뷰를 통해 로버트 크리스트가우는 이 음반에 B-마이너스를 주고 클랩튼에 대해 이렇게 썼다. "그가 그걸 글쎄라고 부를 줄 알았나요? 《Layla》와 《461 Ocean Boulevard》는 명백히 엉터리였습니다. 그는 음반을 만드는 재주가 없습니다. 그래서 그는 그 노래들을 다듬고, 충분히 능숙하게 노래하고, 그 노래들을 그의 기타로 채점합니다. 마크 노플러의 것과 비슷한 사운드죠."

## 곡 목록
| #  | 제목                       | 작사·작곡                | 재생 시간 |
| -- | -------------------------- | ------------------------ | --------- |
| 1. | 〈Pretending〉             | 제리 린 윌리엄스         | 4:48      |
| 2. | 〈Anything for Your Love〉 | 윌리엄스                 | 4:16      |
| 3. | 〈Bad Love〉               | 에릭 클랩튼, 믹 존스     | 5:11      |
| 4. | 〈Running on Faith〉       | 윌리엄스                 | 5:27      |
| 5. | 〈Hard Times〉             | 레이 찰스                | 4:30      |
| 6. | 〈Hound Dog〉              | 제리 리버, 마이크 스톨러 | 2:26      |

| #  | 제목                     | 작사·작곡             | 재생 시간 |
| -- | ------------------------ | --------------------- | --------- |
| 1. | 〈No Alibis〉            | 윌리엄스              | 5:32      |
| 2. | 〈Run So Far〉           | 조지 해리슨           | 4:06      |
| 3. | 〈Old Love〉             | 클랩튼, 로버트 크레이 | 6:25      |
| 4. | 〈Breaking Point〉       | 마티 그레브, 윌리엄스 | 5:37      |
| 5. | 〈Lead Me On〉           | 세실 워맥, 린다 워맥  | 5:52      |
| 6. | 〈Before You Accuse Me〉 | 보 디들리             | 3:55      |

## 인증
| 국가                       | 인증        | 판매량/출하량 |
| -------------------------- | ----------- | ------------- |
| 아르헨티나 (CAPIF)         | 골드        | 30,000^       |
| 오스트레일리아 (ARIA)      | 골드        | 35,000^       |
| 캐나다 (뮤직 캐나다)       | 플래티넘    | 100,000^      |
| 프랑스 (SNEP)              | 골드        | 162,500       |
| 일본 (RIAJ)                | 골드        | 100,000^      |
| 네덜란드 (NVPI)            | 골드        | 50,000^       |
| 뉴질랜드 (RMNZ)            | 골드        | 7,500^        |
| 스페인 (PROMUSICAE)        | 골드        | 50,000^       |
| 스웨덴 (GLF)               | 골드        | 50,000^       |
| 스위스 (IFPI 스위스)       | 골드        | 25,000^       |
| 영국 (BPI)                 | 플래티넘    | 300,000^      |
| 미국 (RIAA)                | 2× 플래티넘 | 2,000,000^    |
| ^출하량을 기반으로 한 인증 |             |               |